# Règles d'engagement
Pour l’article homonyme, voir L'Enfer du devoir (film).
Les règles d'engagement sont les directives régissant l'emploi de la force armée par les soldats dans un théâtre d'opérations. Elles définissent le degré et le type de force à laquelle les soldats peuvent avoir recours et précisent les circonstances et les limites relatives à l'utilisation de cette force. Elles équivalent à des ordres,. 
En Occident, elles sont fondées sur les quatre conditions de la « guerre juste » :
- la juste cause, traduite par l'encadrement strict de l'usage de la force ;
- la légitimité de l'autorité qui prescrit l'action ;
- le dernier recours supposant l'impossibilité d'emploi d'autres moyens ;
- la droiture[3].

Elles diffèrent selon le cadre de l'opération (opération de maintien de la paix, opération de rétablissement de la paix, conflit armé...) et selon les pays.